# Epistrofi stin odo Aiolou
Epistrofi stin odo Aiolou (griechisch Επιστροφή στην οδό Αιόλου Epistrofí stin odó Eólou, englisch Returning to Aeolus Street) ist ein französisch-griechischer Kurzfilm von Maria Kourkouta aus dem Jahr 2013. In Deutschland feierte der Film am 2. Mai 2014 bei den Internationalen Kurzfilmtagen in Oberhausen internationale Premiere.

## Handlung
Eine durch Found Footage entstandene Collage nimmt die Zuschauer mit auf eine Reise durch das Griechenland der Neuzeit seit den 50er Jahren.

## Kritiken
„Im Versuch, ein Gefühl des Dazuzugehörens wiederzugewinnen, stellt eine Filmemacherin die kulturelle Erinnerung dar. Mit seinem leidenschaftlichen Einsatz von angeeignetem Material, Gedichten, Texten und Musik ist dies ein vielschichtiges und erinnerungsträchtiges Filmkunstwerk.“

## Auszeichnungen
Internationale Kurzfilmtage Oberhausen 2014
- ARTE-Preis für einen europäischen Kurzfilm